# العلاقات البريطانية المولدوفية
العلاقات البريطانية المولدوفية هي العلاقات الثنائية التي تجمع بين المملكة المتحدة ومولدوفا.

## مقارنة بين البلدين
هذه مقارنة عامة ومرجعية للدولتين:
| وجه المقارنة                                              | المملكة المتحدة                 | مولدوفا                           |
| --------------------------------------------------------- | ------------------------------- | --------------------------------- |
| المساحة (كم2)                                             | 242.50 ألف                      | 33.85 ألف                         |
| عدد السكان (نسمة)                                         | 66.02 مليون                     | 2.55 مليون                        |
| الكثافة السكانية (ن./كم²)                                 | 272.25                          | 75.33                             |
| العاصمة                                                   | لندن                            | كيشيناو                           |
| اللغة الرسمية                                             | لغة إنجليزية، اللغة الويلزية    | اللغة المولدوفية، اللغة الرومانية |
| العملة                                                    | جنيه إسترليني                   | ليو مولدوفي                       |
| الناتج المحلي الإجمالي (بليون دولار)                      | 2.62 تريليون                    | 8.13 مليار                        |
| الناتج المحلي الإجمالي (تعادل القوة الشرائية) بليون دولار | 2.72 تريليون                    | 17.94 مليار                       |
| الناتج المحلي الإجمالي الاسمي للفرد دولار أمريكي          | 43.88 ألف                       | 3.65 ألف                          |
| الناتج المحلي الإجمالي للفرد دولار أمريكي                 | 40.23 ألف                       | 4.98 ألف                          |
| مؤشر التنمية البشرية                                      | 0.907                           | 0.693                             |
| رمز المكالمات الدولي                                      | +44                             | +373                              |
| رمز الإنترنت                                              | .uk، .gb                        | .md                               |
| المنطقة الزمنية                                           | توقيت غرينيتش، توقيت غرب أوروبا | ت ع م+02:00، ت ع م+03:00          |

## منظمات دولية مشتركة
يشترك البلدان في عضوية مجموعة من المنظمات الدولية، منها:
| علم المنظمة | اسم المنظمة                               | تاريخ انضمام المملكة المتحدة | تاريخ انضمام مولدوفا |
| ----------- | ----------------------------------------- | ---------------------------- | -------------------- |
|             | منظمة الأمن والتعاون في أوروبا            | 25 يونيو 1973                | 30 يناير 1992        |
|             | مؤسسة التنمية الدولية                     | 24 سبتمبر 1960               | 14 يونيو 1994        |
|             | يونسكو                                    | 4 نوفمبر 1946                | 27 مايو 1992         |
|             | مؤسسة التمويل الدولية                     | 20 يوليو 1956                | 10 مارس 1995         |
|             | منظمة الشرطة الجنائية الدولية             | ?                            | ?                    |
|             | مجلس أوروبا                               | 5 مايو 1949                  | ?                    |
|             | منظمة التجارة العالمية                    | 1995                         | ?                    |
|             | الاتحاد الدولي للاتصالات                  | 24 فبراير 1871               | 20 أكتوبر 1992       |
|             | المركز الدولي لتسوية المنازعات الاستشارية | 18 يناير 1967                | 4 يونيو 2011         |
|             | منظمة حظر الأسلحة الكيميائية              | ?                            | ?                    |
|             | الأمم المتحدة                             | 24 أكتوبر 1945               | 2 مارس 1992          |
|             | وكالة ضمان الاستثمار متعدد الأطراف        | 12 أبريل 1988                | 9 يونيو 1993         |
|             | البنك الدولي للإنشاء والتعمير             | 27 ديسمبر 1945               | 12 أغسطس 1992        |
|             | الاتحاد البريدي العالمي                   | ?                            | ?                    |
|             | المنظمة الأوروبية لسلامة الملاحة الجوية   | 1960                         | 2000                 |
|             | الفريق المعني برصد الأرض                  | ?                            | ?                    |

## وصلات خارجية
- موقع وزارة الخارجية البريطانية
- موقع وزارة الخارجية المولدوفية